# Hellemond

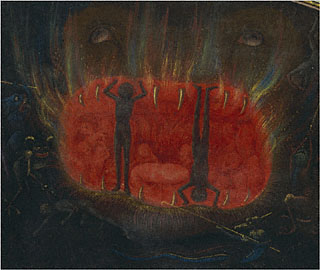
Hellmouth or the Mouth of Hell, door Simon Marmion, ca. 1475.

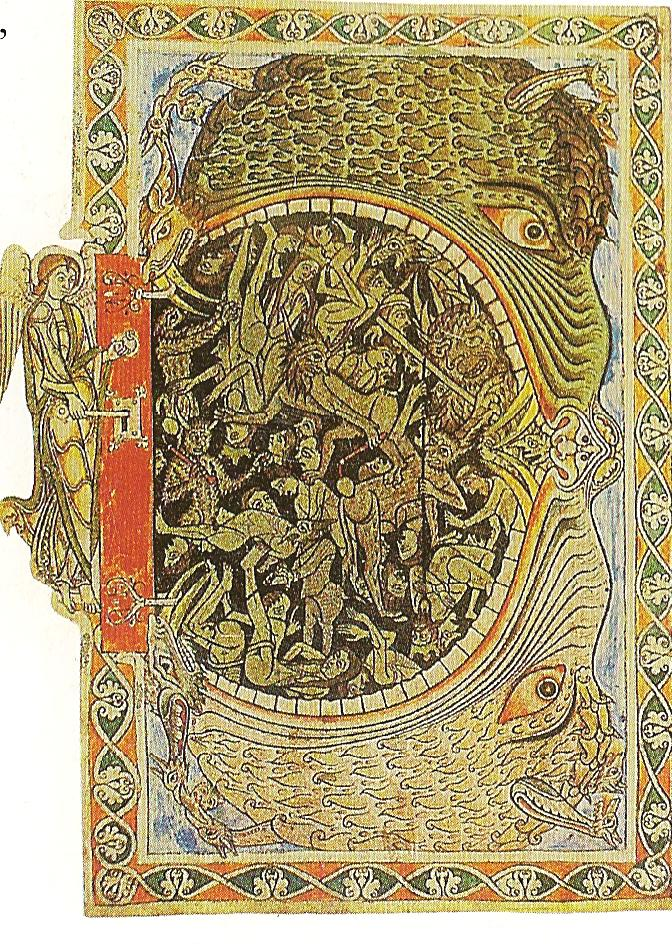
Hellmouth, gesloten door een Aartsengel ca. 1150

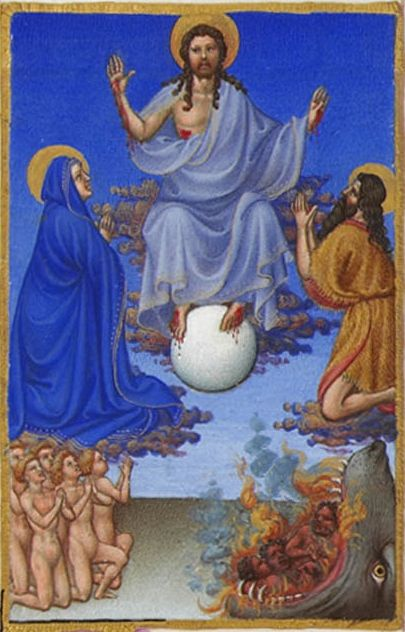
Versimpeld Laatste oordeel ca.1440s

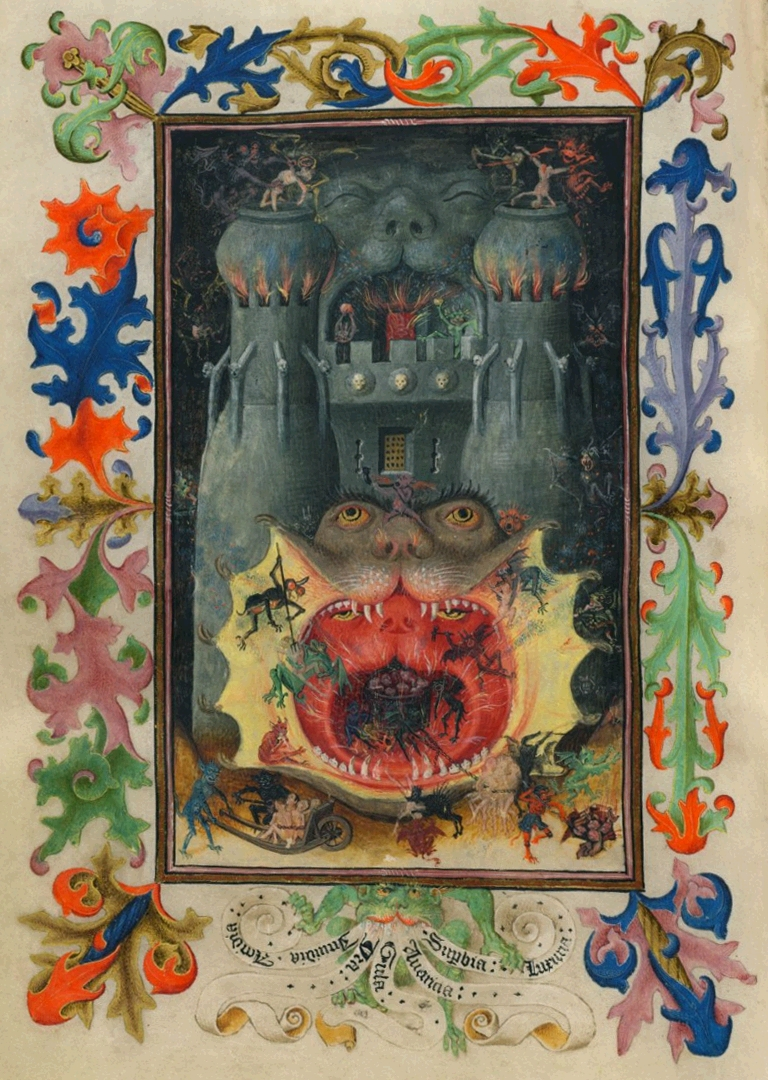
Hellemond door Meester van Catharina van Kleef.

Hellemond is de toegang van de hel voorgesteld als de gapende mond van een monster. De voorstelling verscheen voor het eerst in de Angelsaksische kunst en verspreidde zich dan over Europa. Het bleef een gebruikelijke voorstelling in onder meer afbeeldingen van de Het laatste oordeel tot het einde van de Middeleeuwen. Ook tijdens de Renaissance en later werd de Hellemond nog steeds gebruikt. Het genoot van opleving tijdens de Reformatie.
Middeleeuws theater had vaak een hellemond als rekwisiet of zelfs een werkende machine die werd gebruikt om het publiek schrik aan te jagen door de hel een dramatisch uiterlijk te geven.
Later in de middeleeuwen werd de hellehond Cerberus vaker geassocieerd met de hellemond.

## Populaire cultuur
- In Buffy the Vampire Slayer, wordt de 'Hellemond verschillende keren afgebeeld.
- De horror video game Doom 3, heeft een Hellemond.
- In de serie Supernatural, wordt de Hellemond geopend.

## Trivia
De naam van de stad Helmond wordt in het lokale dialect -en soms ook schertsend- wel als Hellemond uitgesproken. De naam van de stad heeft echter niets met de hellemond te maken.